# Margarete của Áo, Vương hậu Tây Ban Nha
Margarete của Áo (25 tháng 12 năm 1584 – 3 tháng 10 năm 1611) là Vương hậu Tây Ban Nha và Bồ Đào Nha thông qua cuộc hôn nhân của với Felipe III của Tây Ban Nha.

## Hậu duệ
Margarete và chồng có tám người con:
- Anna Maria Mauricia (22 tháng 9 năm 1601 – 20 tháng 1 năm 1666), Vương hậu Pháp
- María (1 tháng 2 năm 1603 - 1 tháng 3 năm 1603)
- Felipe IV (8 tháng 4 năm 1605 – 17 tháng 9 năm 1665), vua của Tây Ban Nha
- María Ana (18 tháng 8 năm 1606 – 13 tháng 5 năm 1646), Hoàng hậu của Đế quốc La Mã Thần thánh
- Carlos (14 tháng 9 năm 1607 – 30 tháng 7 năm 1632)
- Fernando (16 tháng 5 năm 1609 – 9 tháng 11 năm 1641), một hồng y
- Margarita Francisca (24 tháng 5 năm 1610 – 11 tháng 3 năm 1617)
- Alonso Maurice (22 tháng 9 năm 1611 – 16 tháng 9 năm 1612)

## Trong văn hóa đại chúng
Margarete của Áo được thể hiện bởi Elena Rivera Villajos trong chương trình truyền hình Tây Ban Nha El Ministryio del Tiempo.
Nữ diễn viên Viveca Lindfors đã thủ vai Margarete của Áo trong bộ phim Hollywood năm 1948 có tên là Những cuộc phiêu lưu của Don Juan.